# Caroline Cellier
Caroline Cellier (n. 7 august 1945, Montpellier, Franța – d. 15 decembrie 2020, Paris, Franța) este o actriță franceză de film, teatru și televiziune. 
În 1985, a câștigat premiul César pentru cea mai bună actriță în rol secundar în filmul Anul meduzelor.

## Biografie
Fiica lui Hubert Cellier, mecanic auto, și a lui Jacqueline Serrou, Monique Cellier este pasionată de teatru și cinema încă din copilărie. A intrat la cursul de teatru a lui René Simon în 1963 și a făcut primii pași pe scenă în același an în piesa On ne peut jamais dire.
În 1964, Caroline Cellier și-a făcut debutul în televiziune, jucând în La Mégère apprivoisée, cu Bernard Noël, și Une fille dans la montagne, cu Jacques Higelin, dar nu a uitat de teatru. În 1964, a jucat în Croque-Monsieur și Vijelie în crengile de sassafras (Du vent dans les branches de sassafras) de René de Obaldia, piese pentru care a câștigat premiile Gérard-Philipe și Suzanne Bianchetti.
Un an mai târziu, a debutat în film în La Tête du client (1965), de Jacques Poitrenaud, unde a jucat alături de Francis Blanche, Michel Serrault și Jean Poiret. Întâlnirea cu acesta din urmă îi va marca viața.
În 1968, a jucat în La Vie, l'Amour, la Mort de Claude Lelouch, înainte de a juca un an mai târziu alături de Michel Duchaussoy și Jean Yanne în Que la bête meure de Claude Chabrol. De atunci, actrița a alternat între teatru, filme de televiziune și cinema. Lucrează pentru Lelouch, Claude Chabrol, Édouard Molinaro și chiar Françoise Sagan.
Consacrarea a venit în anii 1980. În 1982, a jucat rolul soției lui Patrick Dewaere în O mie de miliarde de dolari de Henri Verneuil, și s-a bucurat de succes cu Surprise Party, de Roger Vadim și Anul meduzelor, de Christopher Frank, pentru care a câștigat în 1985 premiul César pentru cea mai bună actriță în rol secundar. În același an, actrița l-a întâlnit pe Claude Chabrol în Poulet au vinaigre.
Din 1986, a jucat roluri mai puțin convenționale, rolul unei dependente de jocurile de noroc în Poker, de Catherine Corsini, alături de Pierre Arditi, o prostituată în La Contre-allée (1991). A jucat sub conducerea soțului ei Jean Poiret, în adaptarea cărții lui Alexandre Jardin, Zebra (1992), apoi a jucat-o pe Margareth Hunter în Farinelli (1994), după care a urmat doi ani mai târziu filmarea cu Claude Lelouch pentru Hommes, femmes, mode d'emploi (1996).
În 1965, Caroline Cellier l-a cunoscut pe actorul Jean Poiret cu care a împărtășit viața. Au un fiu, Nicolas, născut la 19 noiembrie 1978, care a devenit autor și scenarist.
Caroline Cellier a decedat pe 15 decembrie 2020 la Paris, la vârsta de 75 de ani, după o lungă luptă cu cancerul de sân care a fost diagnosticat în 2013. Este înmormântată lângă Jean Poiret în cimitirul Montparnasse.

## Filmografie selectivă
- 1965 La Tête du client, regia Jacques Poitrenaud : Évelyne Berrien
- 1969 La Vie, l'Amour, la Mort, regia Claude Lelouch : Caroline
- 1969 Să moară fiara! [13] (Que la bête meure), regia Claude Chabrol : Hélène Lanson
- 1971 Mărturisiri tandre (Les Aveux les plus doux), regia Édouard Molinaro : Catherine
- 1973 Beleaua (L'Emmerdeur), regia Édouard Molinaro : Louise Pignon
- 1974 Mariage, regia Claude Lelouch : La jeune fille 1974
- 1977 Une femme, un jour..., regia Léonard Keigel : Caroline Puyssesseau
- 1977 Les fougères bleues, regia Françoise Sagan : Betty
- 1981 Aterizarea (L'atterrissage), regia Eric Le Hung (film TV)
- 1981 O mie de miliarde de dolari (Mille milliards de dollars), regia Henri Verneuil : Hélène Kerjean
- 1983 Surprise Party, regia Roger Vadim : Lisa Bourget
- 1984 Anul meduzelor (L'Année des méduses), regia Christopher Frank : Claude
- 1984 Femeile nimănui (Femmes de personne), regia Christopher Frank : Isabelle Lamant
- 1984 Poulet au vinaigre, regia Claude Chabrol : Anna Foscarie
- 1987 Poker, regia Catherine Corsini : Hélène
- 1987 Grand Guignol, regia Jean Marbœuf : Sarah
- 1991 La Contre-allée, regia Isabel Sebastian : Lilas
- 1992 Zebra (Le Zèbre), regia Jean Poiret : Camille
- 1994 Farinelli, regia Gérard Corbiau : Margareth Hunter
- 1994 Délit mineur, regia Francis Girod : Claire
- 1996 Hommes, femmes, mode d'emploi, regia Claude Lelouch : Madame Blanc
- 1996 L'Élève, regia Olivier Schatzky : Emma
- 1997 Le Plaisir (et ses petits tracas), regia Nicolas Boukhrief : Hélène
- 2005 Jean-Philippe, regia Laurent Tuel : Caroline
- 2007 Fragile(s), regia Martin Valente : Hélène
- 2010 Thelma, Louise et Chantal, regia Benoît Pétré : Gabrielle

## Premii și nominalizări

### Premii
- 1965 Prix Gérard-Philipe
- 1967 Prix Suzanne-Bianchetti
- 1985 César – Premiul César pentru cea mai bună actriță în rol secundar pentru rolul Claude în Anul meduzelor

### Nominalizări
- 1993 César – César pentru cea mai bună actriță pentru rolul Camille din Zebra
- 1999 Molières 1999 – Molière de la comédienne pentru rolul Blanche Dubois din piesa Un tramvai numit dorință